# Faulkton
Faulkton est une municipalité américaine, siège du comté de Faulk, situé dans le Dakota du Sud.
Fondée en 1886, la localité doit son nom au gouverneur du territoire du Dakota Andrew Faulk (en), tout comme son comté.

## Démographie
| 1890 | 1900 | 1910 | 1920 | 1930 | 1940 |
| ---- | ---- | ---- | ---- | ---- | ---- |
| 462  | 539  | 802  | 709  | 739  | 747  |

| 1950 | 1960  | 1970 | 1980 | 1990 | 2000 |
| ---- | ----- | ---- | ---- | ---- | ---- |
| 837  | 1 051 | 955  | 981  | 809  | 785  |

| 2010 | - | - | - | - | - |
| ---- | - | - | - | - | - |
| 736  | - | - | - | - | - |

Selon le recensement de 2010, Faulkton compte 736 habitants. La municipalité s'étend sur 1,01 milles carrés (2,62 km2).